# Grattacieli più alti di Dallas
Dallas, la terza città più grande dello stato americano del Texas, è il sito di 36 grattacieli più alti di 107 metri, 19 dei quali sono più alti di 150 metri. L'edificio più alto della città è la Bank of America Plaza, alta 281 metri e completata nel 1985. Esso è inoltre il 3 ° edificio più alto del Texas e il 40 ° edificio più alto degli Stati Uniti . Il secondo grattacielo più alto della città è la Renaissance Tower, alta 270 metri e completata nel 1974. Tre dei dieci edifici più alti del Texas si trovano a Dallas.

## Edifici più alti
| Posizione | Nome                                            | Immagine | Altezza ft (metri) | Piani | Anno completamento | Coordinate                | Note |
| --------- | ----------------------------------------------- | -------- | ------------------ | ----- | ------------------ | ------------------------- | --- |
| 1         | Bank of America Plaza                           |          | 921 (280.7)        | 74    | 1985               | 32°46′47.9″N 96°48′14.3″W | Trentaduesimo edificio più alto degli Stati Uniti e terzo più alto del Texas Edificio a uso commerciale più alto della città.          |
| 2         | Renaissance Tower                               |          | 886 (270.1)        | 56    | 1974               | 32°46′52.3″N 96°48′06.6″W | Edificio più alto costruito in città negli anni 70.                                                                                    |
| 3         | Comerica Bank Tower                             |          | 787 (239.9)        | 60    | 1987               | 32°46′53.7″N 96°47′47.3″W | [ 6 ] [ 15 ] [ 16 ] |
| 4         | JPMorgan Chase Tower                            |          | 738 (225)          | 55    | 1987               | 32°47′16.2″N 96°47′48″W   | [ 17 ] [ 18 ] [ 19 ] |
| 5         | Fountain Place                                  |          | 720 (219.5)        | 62    | 1986               | 32°47′04.9″N 96°48′09.2″W | [ 20 ] [ 21 ] [ 22 ] |
| 6         | Trammell Crow Center                            |          | 686 (209.1)        | 50    | 1984               | 32°47′15.3″N 96°47′57.3″W | [ 23 ] [ 24 ] [ 25 ] |
| 7         | 1700 Pacific                                    |          | 655 (199.7)        | 50    | 1983               | 32°46′56.3″N 96°47′47.3″W | [ 26 ] [ 27 ] [ 28 ] |
| 8         | Thanksgiving Tower                              |          | 645 (196.5)        | 50    | 1982               | 32°46′55.2″N 96°47′54.1″W | [ 29 ] [ 30 ] [ 31 ] |
| 9         | Energy Plaza                                    |          | 629 (191.7)        | 49    | 1983               | 32°46′59.4″N 96°47′56.7″W | [ 32 ] [ 33 ] [ 34 ] |
| 10        | The National                                    |          | 628 (191.4)        | 52    | 1965               | 32°46′53″N 96°48′02.4″W   | Edificio più alto costruito in città negli anni 60.                                                                                    |
| 11        | Gables Republic Tower (Republic Center Tower I) |          | 602 (183.5)        | 36    | 1954               | 32°46′59.6″N 96°47′52.6″W | Edificio più alto costruito in città negli anni 50. Edificio residenziale più alto della città dopo il rinnovamento del 2007.          |
| 12        | Republic Center Tower II                        |          | 598 (182.3)        | 50    | 1964               | 32°46′59.9″N 96°47′50.4″W | [ 41 ] [ 42 ] [ 43 ] |
| 13        | One AT&T Plaza                                  |          | 580 (176.8)        | 37    | 1984               | 32°46′46.3″N 96°47′55.7″W | [ 44 ] [ 45 ] [ 46 ] |
| 14        | Ross Tower                                      |          | 579 (176.5)        | 45    | 1984               | 32°47′03.4″N 96°48′00.7″W | [ 47 ] [ 48 ] [ 49 ] |
| 15        | Museum Tower                                    |          | 560 (170.7)        | 42    | 2013               | 32°47′22″N 96°48′00.2″W   | Edificio più alto della città costruito negli anni 2010.                                                                               |
| 15        | Tower at Cityplace                              |          | 560 (170.7)        | 42    | 1988               | 32°48′19.9″N 96°47′32.7″W | Edificio più alto costruito al di fuori di Downtown Dallas.                                                                            |
| —         | Reunion Tower                                   |          | 560 (170.7)        | —     | 1978               | 32°46′34.1″N 96°48′32.8″W | [ 56 ] [ 57 ] |
| 17        | Sheraton Dallas Hotel Central Tower             |          | 550 (167.6)        | 42    | 1959               | 32°47′06.4″N 96°47′41.5″W | Hotel più alto della città. |
| 18        | Mercantile National Bank Building               |          | 523 (159.4)        | 31    | 1943               | 32°46′50.8″N 96°47′48.3″W | Edificio più alto della città costruito negli anni 40. Il più alto grattacielo del paese costruito durante la Seconda Guerra Mondiale. |
| 19        | Bryan Tower                                     |          | 512 (156.1)        | 40    | 1973               | 32°47′07″N 96°47′46.9″W   | [ 63 ] [ 64 ] [ 65 ] |
| 20        | Harwood Center                                  |          | 483 (147.2)        | 36    | 1982               | 32°47′05.5″N 96°47′49.8″W | [ 66 ] [ 67 ] [ 68 ] |
| 21        | 717 Harwood                                     |          | 481 (146.6)        | 34    | 1980               | 32°47′08.4″N 96°47′53.4″W | [ 69 ] [ 70 ] [ 71 ] |
| 22        | 2100 Ross Avenue                                |          | 456 (139)          | 33    | 1982               | 32°47′14.9″N 96°47′51.3″W | [ 72 ] [ 73 ] [ 74 ] |
| 23        | Renaissance Dallas Hotel                        |          | 451 (137.5)        | 29    | 1983               | 32°48′14.1″N 96°49′55.6″W | [ 75 ] [ 76 ] [ 77 ] |
| 24        | Sheraton Dallas Hotel North Tower               |          | 448 (136.6)        | 31    | 1980               | 32°47′07.5″N 96°47′42.7″W | [ 78 ] [ 79 ] [ 80 ] |
| 24        | One Dallas Center                               |          | 448 (136.6)        | 30    | 1979               | 32°47′02.5″N 96°47′48.4″W | [ 81 ] [ 82 ] [ 83 ] |
| 26        | One Main Place                                  |          | 445 (135.6)        | 34    | 1968               | 32°46′49.6″N 96°48′06.9″W | [ 84 ] [ 85 ] [ 86 ] |
| 26        | Hall Arts Residences                            |          | 440 (134.1)        | 28    | 2020               | 32°47′21.9″N 96°47′46.6″W | [ 87 ] |
| 27        | W Dallas Victory Hotel & Residences             |          | 439 (133.8)        | 32    | 2006               | 32°47′18.8″N 96°48′32.8″W | [ 88 ] [ 89 ] [ 90 ] |
| 28        | 1600 Pacific Tower                              |          | 434 (132.3)        | 31    | 1964               | 32°46′54.7″N 96°47′56″W   | [ 88 ] [ 91 ] [ 92 ] |
| 29        | Mosaic I                                        |          | 400 (121.9)        | 33    | 1959               | 32°46′56.6″N 96°47′59.2″W | [ 93 ] [ 94 ] [ 95 ] |
| 29        | 2101 North Pearl Tower I                        | —        | 400 (121.9)        | 32    | 2018               | 32°47′27.5″N 96°48′06.9″W | [ 96 ] |
| 32        | Magnolia Building                               |          | 399 (121.6)        | 27    | 1923               | 32°46′48.8″N 96°47′56.7″W | [ 97 ] [ 98 ] [ 99 ] |
| 33        | The Katy                                        | —        | 396 (120.7)        | 30    | 2018               | 32°47′39.3″N 96°48′48″W   | [ 100 ] |
| 34        | Azure                                           |          | 375 (114.3)        | 31    | 2007               | 32°46′48.8″N 96°47′56.7″W | [ 101 ] [ 102 ] [ 103 ] |
| 35        | Bleu Ciel                                       | —        | 374 (114)          | 30    | 2018               | 32°47′48.8″N 96°48′40.2″W | [ 104 ] |
| 36        | Three AT&T Plaza                                | —        | 372 (113.4)        | 24    | 1928               | 32°46′43.7″N 96°47′55.8″W | [ 105 ] [ 106 ] [ 107 ] |
| 37        | The House                                       | —        | 371 (113)          | 28    | 2008               | 32°47′05.8″N 96°48′34.3″W | [ 109 ] |
| 38        | AC Hotel/Residence Inn Downtown Dallas          |          | 360 (109.7)        | 22    | 1954               | 32°46′48.8″N 96°47′46.7″W | [ 110 ] [ 111 ] |
| 39        | The Christopher at the Union                    | —        | 355 (108.2)        | 29    | 2018               | 32°47′22.5″N 96°48′20.8″W | [ 112 ] |
| 40        | Three Galleria Tower                            | —        | 354 (107.9)        | 26    | 1991               | 32°55′37.2″N 96°49′07.2″W | [ 113 ] [ 114 ] [ 115 ] |
| 41        | Sheraton Dallas Hotel South Tower               |          | 352 (107.3)        | 28    | 1958               | 32°47′04.7″N 96°47′39.9″W | [ 116 ] [ 117 ] [ 118 ] |

## Cronologia edifici più alti
| Nome                              | Anni come più alto     | Altezza ft (metri) | Piani | Note    |
| --------------------------------- | ---------------------- | ------------------ | ----- | ------- |
| Praetorian Building               | 1909–1912 (3 anni)     | 184 (56.1)         | 14    | [ 119 ] |
| Adolphus Hotel                    | 1912–1923 (11 anni)    | 312 (95.1)         | 25    | [ 120 ] |
| Magnolia Building                 | 1923–1943 (20 anni)    | 399 (121.6)        | 27    | [ 97 ]  |
| Mercantile National Bank Building | 1943–1954 (11 anni)    | 523 (159.4)        | 31    | [ 9 ]   |
| Republic National Bank Building   | 1954–1965 (11 anni)    | 602 (183.5)        | 36    | [ 38 ]  |
| First National Bank Tower         | 1965–1974 (9 anni)     | 628 (191.4)        | 52    | [ 35 ]  |
| First International Building      | 1974–1985 (11 anni)    | 710 (216.4)        | 56    | [ 5 ]   |
| Bank of America Plaza             | 1985–present (40 anni) | 921 (280.7)        | 74    | [ 4 ]   |